# Mravenčí stezkou
Mravenčí stezkou, nebo Mravenčí stezka Hostinné, je dvouokruhová naučná stezka na území města Hostinné a části Arnultovice obce Rudník v okrese Trutnov v Královéhradeckém kraji v pohoří Krkonošské podhůří.

## Historie a popis
Naučná stezka Mravenčí stezkou, která je cíleně pojmenovaná po mravencích, má délku 4,6 km a převýšení 130 m (uváděno také převýšení 180 m). Byla postavena v roce 2009. Je zaměřena na přírodní zajímavosti v okolí Hostinného, louky, fauna, floru, geologii, historii, včelařství, hmyz atp. Především cíleně seznamuje návštěvníka se zdejšími rozsáhlými koloniemi mravenců, např. mravenec černolesklý (Lasius fuliginosus), mravenec dřevokaz (Camponotus ligniperda), mravenci rodu Formica, kde nejhojnější je zde mravenec pospolitý (nazývaný též mravenec množivý Formica polyctena). Kompleks mravenčích hnízd je díky místním „nadšencům“ dlouhodobě sledován a chráněn. Lze také zhlédnout krmelce, zásobovací seníky pro přikrmování zvěře, posedy, úly, ptačí budky a krytá mraveniště. Stezka začíná buď na Náměstí nebo za Tyršovými sady v ulici Aloise Jiráska. Vede do kopce kolem zahrádek nahoru k Antoníčku a dále do lesa. Pak klesá a vede kolem největšího z mravenišť do údolí Východního potoka. Odtud vede opět do kopce až na Odpočinkové místo na Mravenčí stezce. Zde je možné pokračovat buď na druhou část stezky nebo sejít zpět na Antoníček a Hostinné. Druhá část stezky vede na vyhlídku na Krkonoše a do dvou zaniklých lomů ve výchozu nad Arnultovicemi. Stezka se vede zpět na kraj lesa, s možností krátkého odbočení na vyhlídku na město, a pokračuje na Antoníček, kde končí nebo pokračuje zpět do Hostinné. Stezku vybudoval a spravuje: Junák – svaz skautů a skautek ČR, středisko „dOBRáček“ Hostinné.

### Zastavení na stezce
Stezka ná 15 zastavení s dětskými atrakcemi a s informačními panely:
1. Mravenec černolesklý
2. Na louce
3. U dubu
4. Mravenec dřevokaz
5. Myslivost
6. Mravenec pospolitý
7. U potoka
8. Včela medonosná
9. V lese
10. Panorama Krkonoš
11. Geologie
12. Život v půdě
13. Lesní ptáci
14. Panorama města
15. Ochrana lesa

## Další informace
Stezka je celoročně volně přístupná a navazuje na další turistické a cyklistické trasy.

## Galerie

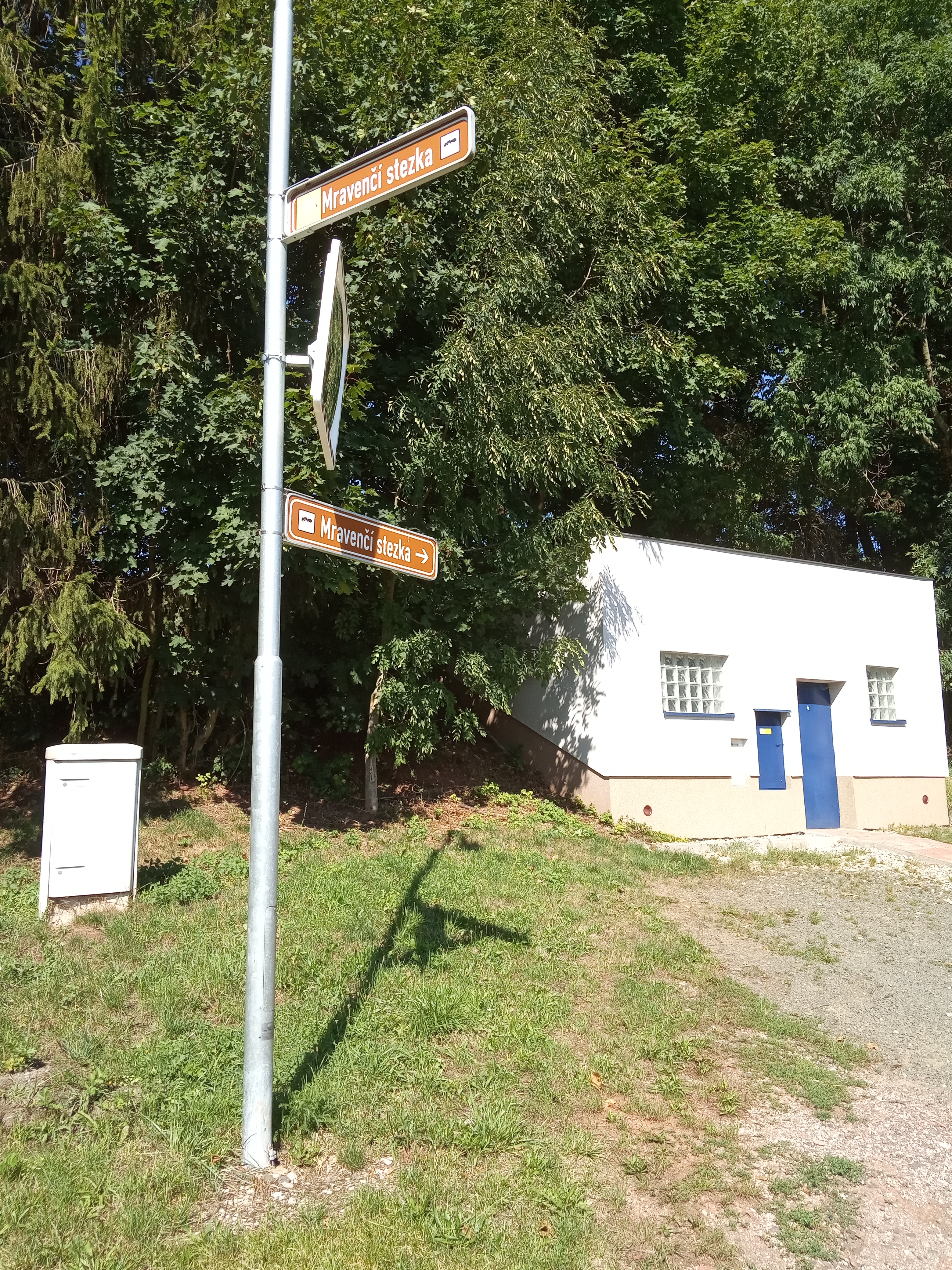
Rozcestníky na trase
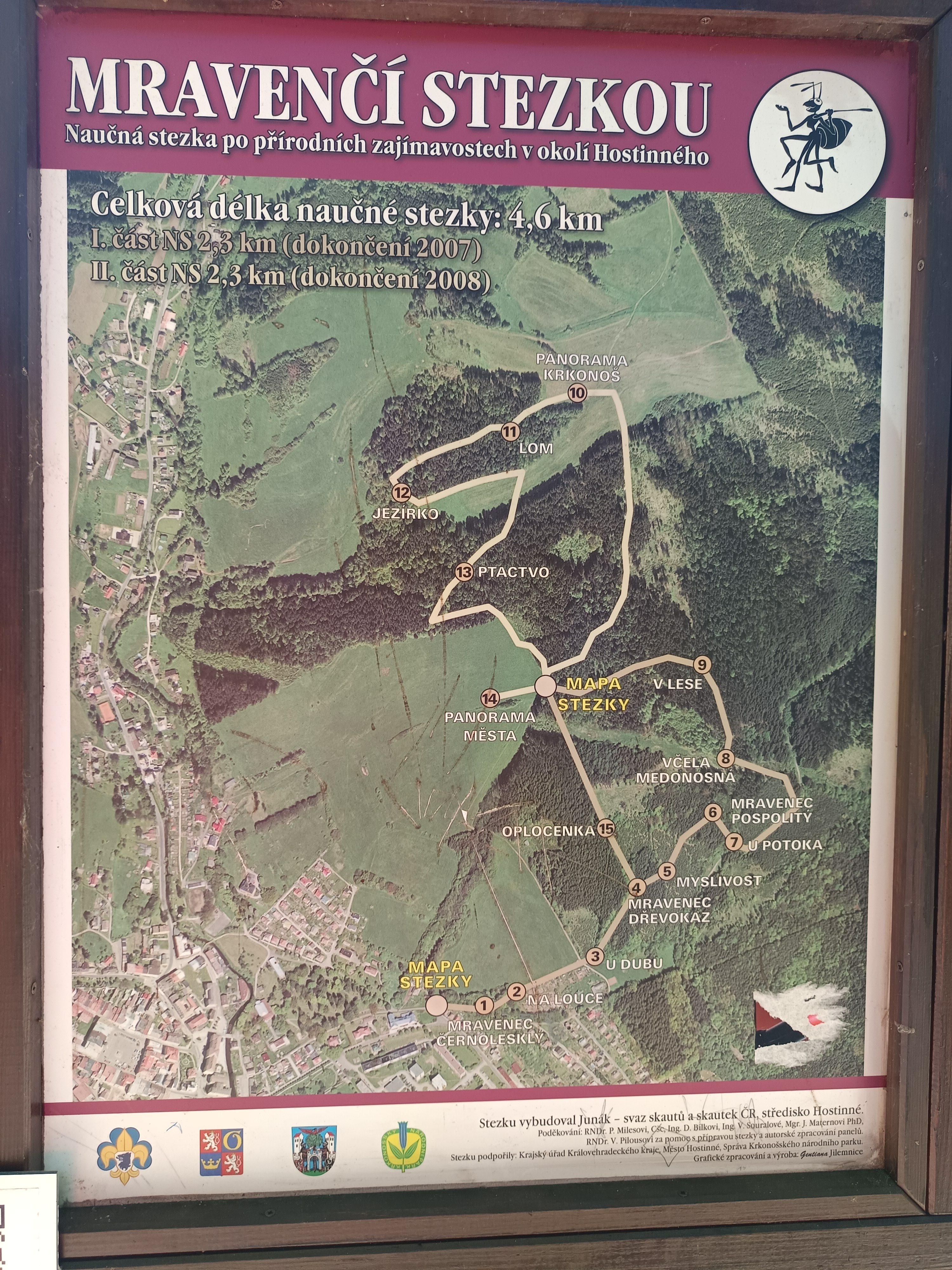
Mapa naučné stezky
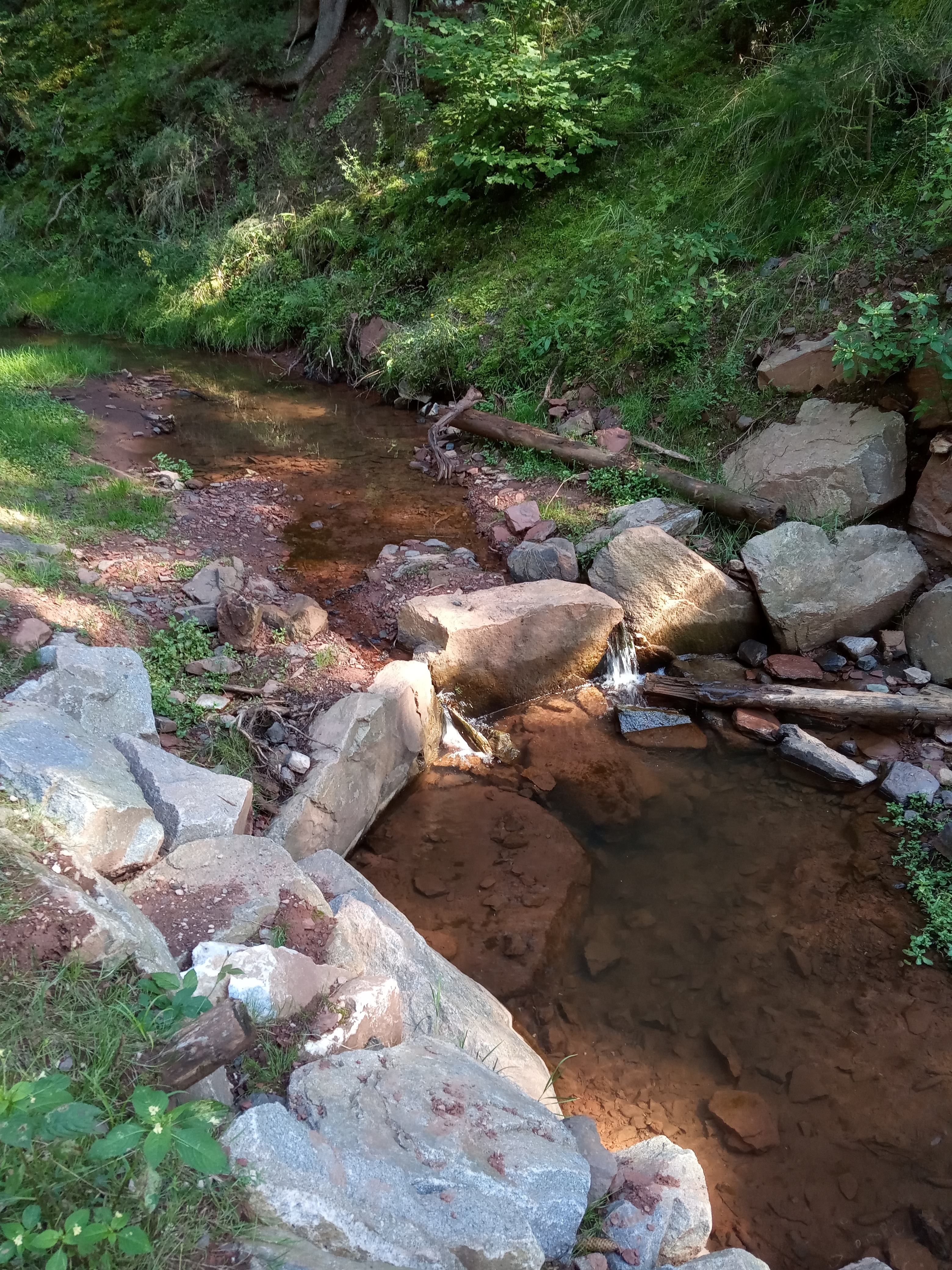
Východní potok.
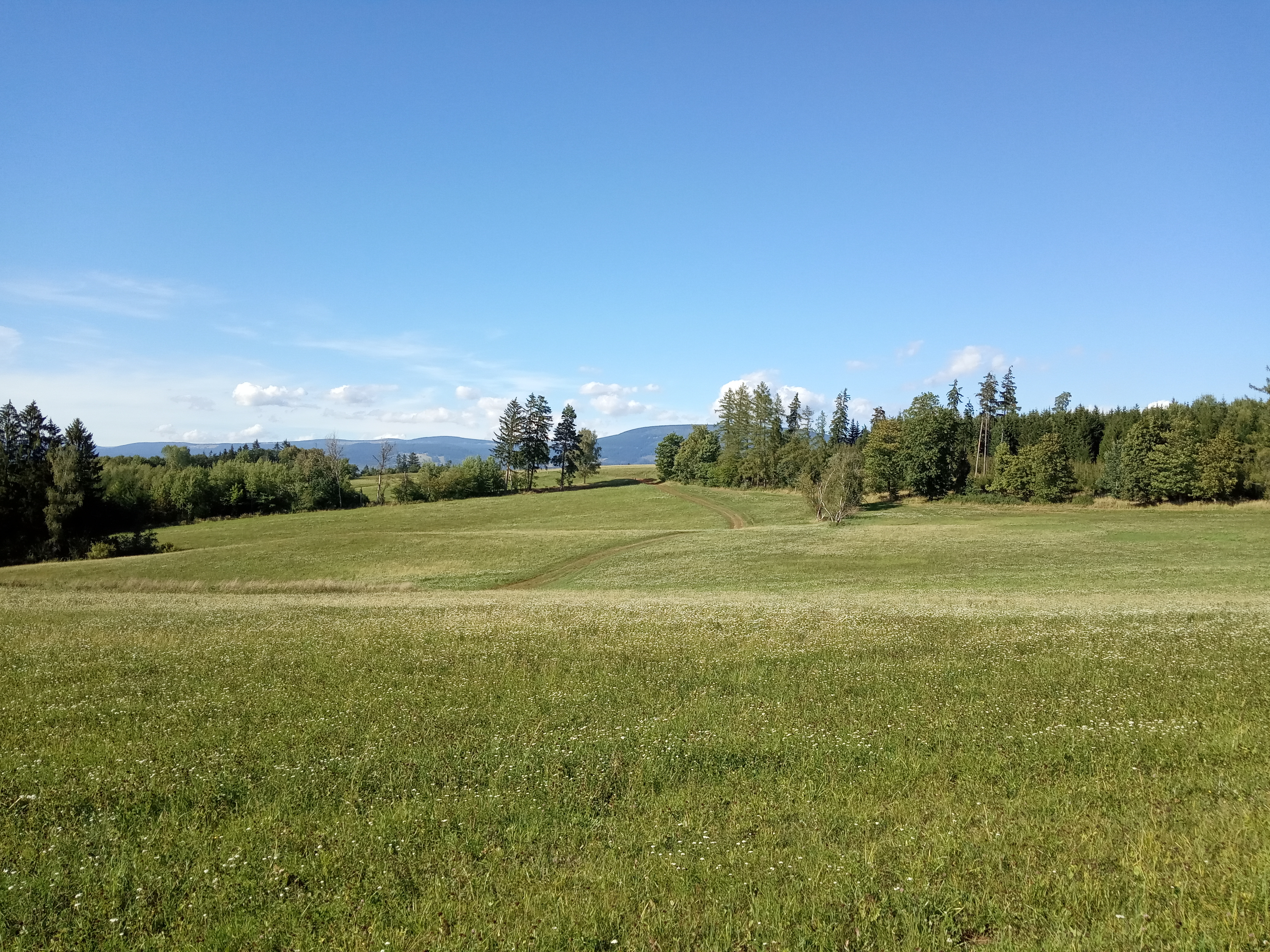
Výhled u Arnultovic